# Platyrrhinus nigellus
Platyrrhinus nigellus is een zoogdier uit de familie van de bladneusvleermuizen van de Nieuwe Wereld (Phyllostomidae). De wetenschappelijke naam van de soort werd voor het eerst geldig gepubliceerd door Gardner & Carter in 1972.